# 施瓦岑奧河
51°4′36.2″N 8°24′51.6″E / 51.076722°N 8.414333°E
施瓦岑奧河（德語：Schwarzenau），是德國的河流，位於該國西部，處於北萊茵-威斯特法倫州，屬於奧德博恩河的左支流，流經錫根-維特根施泰因縣，河道全長11.1公里。